# Тіагу Гоувея
Тіагу Марія Антунеш Гоувея (порт. Tiago Maria Antunes Gouveia, 18 червня 2001, Лісабон) — португальський футболіст, нападник клубу «Бенфіка».

## Клубна кар'єра
Вихованець клубів «Тіреш», «Спортінг» та «Бенфіка». 10 лютого 2019 року в поєдинку проти «Пенафієла» він дебютував у Сегунда-лізі за резервну команду «Бенфіка Б». 30 квітня 2022 року у матчі проти «Марітіму» він дебютував у Сангріш лізі за основний склад.
Влітку 2022 року для отримання ігрової практики Гоувея на правах оренди перейшов у «Ештуріл-Праю». 6 серпня у матчі проти «Фамалікана» він дебютував за новий клуб, а у поєдинку проти «Ріу Аве» Тіагу забив свій перший гол за «Ештуріл-Праю». У сезоні 2022/23 років Гувейя провів 30 матчів у всіх змаганнях за клуб, забивши п'ять голів і віддавши шість результативних передач.
Після вражаючого матчу в оренді, Гоувейя повернувся до «Бенфіки» та 3 липня 2023 року підписав з клубом новий п'ятирічний контракт. 20 вересня 2023 року Гоувейя дебютував у Лізі чемпіонів, вийшовши на заміну замість Рафи Сілви на 83-й хвилині матчу групового етапу проти «Ред Булла» (Зальцбург). Через місяць він забив свій перший гол за основну команду «Бенфіки» у виїзному матчі кубка країни проти нижчолігової «Лузітанії» (4:1).

## Міжнародна кар'єра
Виступав за юнацькі збірні Португалії починаючи з команди до 15 років.
У 2019 році у складі юнацької збірної Португалії до 19 років Гоувея здобув срібні медалі юнацького чемпіонату Європи у Вірменії. На турнірі він зіграв у п'яти матчах і у грі проти Вірменії зробив «дубль», а також зіграв у програному фіналі проти Іспанії.
2022 року зіграв два матчі за молодіжну збірну Португалії.

## Досягнення
«Бенфіка»
- Володар Суперкубка Португалії: 2025[10]